# Three Rings
Three Rings Design, Inc. es una empresa que desarrolladora de videojuegos en línea, fundada el 30 de marzo de 2001 por Daniel James y Michael Bayne. La empresa toma su nombre de los tres anillos élficos de la mitología de J. R. R. Tolkien. Además, varios nombres de la mitología se muestran a lo largo de Puzzle Pirates, cómo en el nombre de la bandera desarrolladora, Narya. El 17 de noviembre de 2011 la compañía pasa a formar parte de SEGA Holdings U.S.A. Inc., una subsidiaria de Sega Sammy Holdings. El primer videojuego Three Rings fue Yohoho! Puzzle Pirates, un videojuego multijugador masivo en línea en el que el jugador asume el rol de un pirata en el océano. Su segundo videojuego fue lanzado el 1 de diciembre de 2006, y es videojuego táctico multijugador ambientado en el viejo oeste, llamado Bang! Howdy!.

## Videojuegos
- Yohoho! Puzzle Pirates
- Bang! Howdy
- Whirled
- Corpse Craft: Incident at Weardd Academy
- Spiral Knights
- Doctor Who: Worlds in Time[2]

## Game Gardens
Three Rings Desing creó un sitio llamado Game Gardens, en el cual hospeda herramientas gratuitas para la creación de juegos Java. Para poder usar el conjunto de herramientas requiere conocimientos sobre Java, pero el conjunto de herramientas usa varias funciones básicas para los juegos. Algunos jugadores de "Puzzle Pirates", lo usan para crear demostraciones para nuevas ideas para nuevos puzles del juego; Porque las herramientas son las mismas que los desarrolladores usan, por lo que importar un puzle desde "Game Gardens" a "Puzzle Pirates" no sería difícil.